# Namin
Namin (en persan : نمين)  est une ville d'Iran située dans la province d'Ardabil au nord de l'Iran non loin de la frontière avec l'Azerbaïdjan.